# Animeism
Animeism (アニメイズム Animeizumu?) es un bloque de programación de anime nocturno japonés que se transmite en MBS. El bloque se estableció en octubre de 2006 con un horario de jueves por la noche/viernes por la mañana, hasta abril de 2015, cuando cambió a un horario de viernes por la noche/sábado por la mañana.
En su forma actual, el bloque se transmite como «Super Animeism» y el bloque «Animeism» de una hora de duración los viernes por la noche/sábados por la mañana.

## Historia

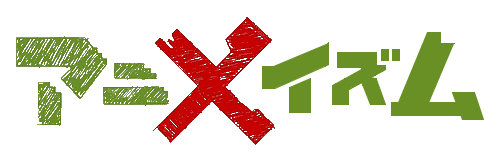
Logotipo usado por el bloque hasta el 2019.

El bloque se lanzó inicialmente en octubre de 2006 como un bloque de programación de 30 minutos para transmitir títulos de anime que fueron coproducidos por MBS, comenzando con Code Geass. El bloque de programación más tarde se expandió a un bloque de una hora en abril de 2011. En abril de 2012, MBS relanzó el bloque de programación como Animeism. En abril de 2015, la red reorganizó el bloque con un horario de jueves por la noche/viernes por la mañana a un horario de viernes por la noche/sábado por la mañana, con el jefe productor de MBS, Hirō Maruyama, afirmando que el cambio se realizó para evitar conflictos con la transmisión de noitaminA de Fuji Television.
El 8 de marzo de 2019, MBS presentó el bloque de programación Super Animeism, lo que amplio el bloque de Animeism en media hora a partir de julio de 2019.
El 23 de marzo de 2019, se anunció en AnimeJapan 2019 que MBS, Kōdansha y DMM pictures formaron una asociación de dos años para coproducir títulos de anime para el bloque, adaptando obras del manga publicados por Kōdansha o creando obras originales de anime, comenzando con Domestic na Kanojo siendo la primera serie producida a través de la asociación. El último título de esta asociación es Blue Period y, a partir de enero de 2022, la asociación finalizó por completo.

### Asociación con Amazon Prime Video
Desde junio de 2017 hasta enero de 2019, Animeism firmó un acuerdo con Amazon para transmitir sus series exclusivamente en Amazon Prime Video en todo el mundo, con Shingeki no Bahamut y Shōkoku no Altair convirtiéndose en los primeros títulos exclusivos de Prime Video el 29 de junio de 2017. En enero de 2019, el acuerdo de transmisión ya no estaba vigente en todo el mundo, y otros distribuidores como Sentai Filmworks, Crunchyroll y Funimation comenzaron a licenciar títulos del bloque. Prime Video solo transmite exclusivamente títulos en Japón.

## Títulos
| #   | Bloque | Título                                                                               | Intervalo de tiempo | Fecha de inicio       | Fecha de fin             | Eps. | Estudio                                  | Notas                                                                                    |
| --- | ------ | ------------------------------------------------------------------------------------ | ------------------- | --------------------- | ------------------------ | ---- | ---------------------------------------- | ---------------------------------------------------------------------------------------- |
| 1   | B2     | Natsuiro Kiseki                                                                      | 26:25               | 6 de abril de 2012    | 29 de junio de 2012      | 12   | Sunrise                                  | Trabajo original                                                                         |
| 2   | B1     | Eureka Seven                                                                         | 25:55               | 12 de abril de 2012   | 28 de septiembre de 2012 | 24   | Bones                                    | Secuela de Eureka Seven                                                                  |
| 3   | B2     | Joshiraku                                                                            | 26:25               | 5 de julio de 2012    | 28 de septiembre de 2012 | 13   | J.C.Staff                                | Basado en el manga de Kōji Kumeta                                                        |
| 4   | B1     | K                                                                                    | 25:30               | 4 de octubre de 2012  | 27 de diciembre de 2012  | 13   | GoHands                                  | Trabajo original                                                                         |
| 5   | B2     | Zetsuen no Tempest                                                                   | 26:00               | 4 de octubre de 2012  | 28 de marzo de 2013      | 24   | Bones                                    | Basado en un manga de Kyō Shirodaira                                                     |
| 6   | B1     | Vividred Operation                                                                   | 25:30               | 10 de enero de 2013   | 28 de marzo de 2013      | 12   | A-1 Pictures                             | Trabajo original                                                                         |
| 7   | B2     | Devil Survivor 2                                                                     | 26:05               | 4 de abril de 2013    | 27 de junio de 2013      | 13   | Bridge                                   | Basado en el videojuego desarrollado por Atlus                                           |
| 8   | B1     | Kakumeiki Valvrave                                                                   | 25:35               | 11 de abril de 2013   | 27 de junio de 2013      | 12   | Sunrise                                  | Trabajo original                                                                         |
| 9   | B1     | Danganronpa: Trigger Happy Havoc                                                     | 25:35               | 4 de julio de 2013    | 26 de septiembre de 2013 | 13   | Lerche                                   | Basado en el videojuego desarrollado por Spike                                           |
| 10  | B2     | Love Lab                                                                             | 26:05               | 4 de julio de 2013    | 26 de septiembre de 2013 | 13   | Doga Kobo                                | Basado en un manga por Ruri Miyahara                                                     |
| 11  | B2     | Kill la Kill                                                                         | 26:05               | 3 de octubre de 2013  | 27 de marzo de 2014      | 24   | Trigger                                  | Trabajo original                                                                         |
| 12  | B1     | Kakumeiki Valvrave 2                                                                 | 25:35               | 10 de octubre de 2013 | 26 de diciembre de 2013  | 12   | Sunrise                                  | Secuela de Kakumeiki Valvrave                                                            |
| 13  | B1     | Hozuki Coolheadedness                                                                | 25:35               | 9 de enero de 2014    | 3 de abril de 2014       | 13   | Wit Studio                               | Basado en el manga de Natsumi Eguchi                                                     |
| 14  | B2     | Akuma no Riddle                                                                      | 26:19               | 3 de abril de 2014    | 19 de junio de 2014      | 12   | Diomedéa                                 | Basado en el manga de Yun Kōga                                                           |
| 15  | B1     | Sidonia no Kishi                                                                     | 25:49               | 10 de abril de 2014   | 26 de junio de 2014      | 12   | Polygon Pictures                         | Basado en el manga de Tsutomu Nihei                                                      |
| 16  | B1     | Persona 4: The Animation                                                             | 25:49               | 10 de julio de 2014   | 25 de septiembre de 2014 | 12   | A-1 Pictures                             | Basado en el videojuego desarrollado por Atlus                                           |
| 17  | B2     | Kuroshitsuji                                                                         | 26:19               | 10 de julio de 2014   | 11 de septiembre de 2014 | 10   | A-1 Pictures                             | Basado en el manga de Yana Toboso                                                        |
| 18  | B1     | Gundam Reconguista in G                                                              | 25:49               | 2 de octubre de 2014  | 26 de marzo de 2015      | 26   | Sunrise                                  | Trabajo original                                                                         |
| 19  | B2     | Yūki Yūna wa Yūsha de Aru                                                            | 26:19               | 16 de octubre de 2014 | 25 de diciembre de 2014  | 12   | Studio Gokumi                            | Trabajo original                                                                         |
| 20  | B2     | Sōkyū no Fafner: Dead Aggressor - Exodus                                             | 26:19               | 8 de enero de 2015    | 2 de abril de 2015       | 13   | XEBEC, XEBECzwei                         | Secuela de "Sōkyū no Fafner"                                                             |
| 21  | B2     | Shokugeki no Sōma                                                                    | 26:40               | 3 de abril de 2015    | 25 de septiembre de 2015 | 24   | J.C.Staff                                | Basado en el manga de Yūa Tsukuda                                                        |
| 22  | B1     | Sidonia no Kishi: Dai-kyū Wakusei Sen'eki                                            | 26:10               | 10 de abril de 2015   | 26 de junio de 2015      | 12   | Polygon Pictures                         | Secuela de "Sidonia no Kishi"                                                            |
| 23  | B1     | Classroom Crisis                                                                     | 26:10               | 3 de julio de 2015    | 25 de septiembre de 2015 | 13   | Lay-duce                                 | Trabajo original                                                                         |
| 24  | B1     | K: Return of Kings                                                                   | 25:55               | 2 de octubre de 2015  | 26 de diciembre de 2015  | 13   | GoHands                                  | Secuela de "K: Missing Kings"                                                            |
| 25  | B2     | Sōkyū no Fafner: -EXODUS- 2nd Season                                                 | 26:25               | 2 de octubre de 2015  | 26 de diciembre de 2015  | 13   | XEBEC, XEBECzwei                         | Secuela de "Sōkyū no Fafner: Dead Aggressor - Exodus"                                    |
| 26  | B2     | Shōwa Genroku Rakugo Shinjū                                                          | 26:25               | 28 de enero de 2016   | 1 de abril de 2016       | 13   | Studio Deen                              | Basado en el manga de Haruko Kumota                                                      |
| 27  | B1     | Ajin                                                                                 | 25:55               | 15 de enero de 2016   | 8 de abril de 2016       | 13   | Polygon Pictures                         | Basado en el manga de Gamon Sakurai                                                      |
| 28  | B1     | Mayoiga                                                                              | 25:55               | 8 de abril de 2016    | 24 de junio de 2016      | 12   | Diomedéa                                 | Trabajo original                                                                         |
| 29  | B2     | Magi: Aventura de Sinbad                                                             | 26:25               | 15 de abril de 2016   | 1 de julio de 2016       | 13   | Lay-duce                                 | Basado en el manga de Shinobu Ohtaka                                                     |
| 30  | B1     | 91 Days                                                                              | 25:55               | 8 de julio de 2016    | 30 de septiembre de 2016 | 12   | Shuka                                    | Trabajo original                                                                         |
| 31  | B2     | Berserk                                                                              | 26:25               | 8 de julio de 2016    | 30 de septiembre de 2016 | 12   | GEMBA, Millepensee                       | Basado en el manga de Kentaro Miura                                                      |
| 32  | B1     | Haikyū!!                                                                             | 25:55               | 7 de octubre de 2016  | 9 de diciembre de 2016   | 10   | Production I.G                           | Basado en el manga de Haruichi Furudate                                                  |
| 33  | B2     | Ajin (2da temporada)                                                                 | 26:25               | 7 de octubre de 2016  | 23 de diciembre de 2016  | 13   | Polygon Pictures                         | Secuela de Ajin                                                                          |
| 34  | B2     | Shōwa Genroku Rakugo Shinjū: Sukeroku Futatabi-hen                                   | 26:25               | 6 de enero de 2017    | 24 de marzo de 2017      | 12   | Studio Deen                              | Secuela de Shōwa Genroku Rakugo Shinjū                                                   |
| 35  | B1     | Ao no Exorcist: Kyoto Fujōō-hen                                                      | 25:55               | 6 de enero de 2017    | 24 de marzo de 2017      | 12   | A-1 Pictures                             | Basado en el manga de Kazue Kato                                                         |
| 36  | B2     | Berserk (2da temporada)                                                              | 26:25               | 7 de abril de 2017    | 23 de junio de 2017      | 12   | GEMBA, Millepensee                       | Secuela de Berserk                                                                       |
| 37  | B1     | Shingeki no Bahamut: Virgin Soul                                                     | 25:55               | 7 de abril de 2017    | 29 de septiembre de 2017 | 24   | MAPPA                                    | Secuela de Shingeki no Bahamut                                                           |
| 38  | B2     | Shōkoku no Altair                                                                    | 26:25               | 7 de julio de 2017    | 22 de diciembre de 2017  | 24   | MAPPA                                    | Basado en el manga de Kotono Kato                                                        |
| 39  | B1     | Yuki Yuna is a Hero: Washio Sumi Chapter and Hero Chapter                            | 25:55               | 6 de octubre de 2017  | 5 de enero de 2018       | 13   | Studio Gokumi                            | Precuela (Washio Sumi Chapter) y Secuela (Hero Chapter) de Yūki Yūna wa Yūsha de Aru     |
| 40  | B1     | Beatless                                                                             | 25:55               | 12 de enero de 2018   | 28 de septiembre de 2018 | 24   | Diomedéa                                 | Basado en la novela ligera escrita por Satoshi Hase                                      |
| 41  | B2     | Killing Bites                                                                        | 26:25               | 12 de enero de 2018   | 30 de marzo de 2018      | 12   | Liden Films                              | Basado en el manga escrito por Shinya Murata                                             |
| 42  | B2     | Mahou Shoujo Site                                                                    | 26:25               | 6 de abril de 2018    | 22 de junio de 2018      | 12   | Production doA                           | Basado en el manga de Kentarō Sentóō                                                     |
| 43  | B1     | Happy Sugar Life                                                                     | 25:55               | 13 de julio de 2018   | 28 de septiembre de 2018 | 12   | Ezo'la                                   | Basado en el manga de Tomiyaki Kagisora                                                  |
| 44  | B2     | Grand Blue                                                                           | 26:25               | 13 de julio de 2018   | 28 de septiembre de 2018 | 12   | Zero-G                                   | Basado en el manga de Kenji Inoue                                                        |
| 45  | B1     | Kishuku Gakkou no Juliet                                                             | 25:55               | 4 de octubre de 2018  | 22 de diciembre de 2018  | 12   | Liden Films                              | Basado en el manga de Yōsuke Kaneda                                                      |
| 46  | B2     | Irozuku Sekai no Ashita kara                                                         | 26:25               | 5 de octubre de 2018  | 29 de diciembre de 2018  | 13   | P.A. Works                               | Trabajo original                                                                         |
| 47  | B1     | Domestic na Kanojo                                                                   | 25:55               | 11 de enero de 2019   | 29 de marzo de 2019      | 12   | Diomedéa                                 | Basado en el manga de Kei Sasuga                                                         |
| 48  | B2     | Mahō Shōjo Tokushusen Asuka                                                          | 26:25               | 11 de enero de 2019   | 29 de marzo de 2019      | 12   | Liden Films                              | Basado en el manga de Makoto Fukami                                                      |
| 49  | B1     | Senryū Shōjo                                                                         | 25:55               | 5 de abril de 2019    | 21 de junio de 2019      | 12   | Connect                                  | Basado en el manga de Masakuni Igarashi                                                  |
| 50  | B1     | Midara na Ao-chan wa Benkyō ga Dekinai                                               | 26:10               | 15 de abril de 2019   | 21 de junio de 2019      | 12   | Silver Link                              | Basado en el manga de Ren Kawahara                                                       |
| 51  | B2     | Hitori Bocchi no Marumaru Seikatsu                                                   | 26:25               | 5 de abril de 2019    | 21 de junio de 2019      | 12   | C2C                                      | Basado en el manga de Katsuwo                                                            |
| 52  | SA     | Fire Force                                                                           | 25:25               | 5 de julio de 2019    | 27 de diciembre de 2019  | 24   | David Production                         | Basado en el manga de Atsushi Ōkubo                                                      |
| 53  | B1     | Granbelm                                                                             | 25:55               | 5 de julio de 2019    | 26 de septiembre de 2019 | 13   | Nexus                                    | Trabajo original                                                                         |
| 54  | B2     | Araburu Kisetsu no Otome-domo yo                                                     | 26:25               | 5 de julio de 2019    | 20 de septiembre de 2019 | 12   | Lay-duce                                 | Basado en el manga de Mari Okada                                                         |
| 55  | B1     | Kabukichō Sherlock                                                                   | 25:55               | 11 de octubre de 2019 | 27 de marzo de 2020      | 24   | Production I.G                           | Trabajo original                                                                         |
| 56  | B2     | Chūka Ichiban!                                                                       | 26:25               | 11 de octubre de 2019 | 27 de diciembre de 2019  | 12   | Production I.G                           | Basado en el manga de Etsushi Ogawa                                                      |
| 57  | SA     | Haikyū!! To The Top                                                                  | 25:25               | 10 de enero de 2020   | 3 de abril de 2020       | 13   | Production I.G                           | Secuela de Haikyu!! Karasuno Kōkō VS Shiratorizawa Gakuen Kōkō                           |
| 58  | B2     | Runway de Waratte                                                                    | 26:25               | 10 de enero de 2020   | 27 de marzo de 2020      | 12   | Ezo'la                                   | Basado en el manga de Kotoba Inoya                                                       |
| 59  | B1     | Listeners                                                                            | 25:55               | 3 de abril de 2020    | 19 de junio de 2020      | 12   | MAPPA                                    | Trabajo original                                                                         |
| 60  | B2     | Nami yo Kiite Kure                                                                   | 26:25               | 3 de abril de 2020    | 19 de junio de 2020      | 12   | Sunrise                                  | Basado en el manga de Hiroaki Samura                                                     |
| 61  | SA     | Argonavis from BanG Dream!                                                           | 25:25               | 10 de abril de 2020   | 3 de julio de 2020       | 13   | Sanzigen                                 | Basado en el proyecto multimedia japonés de Bushiroad                                    |
| 62  | B1     | Fire Force 2nd Season                                                                | 25:55               | 3 de julio de 2020    | 12 de diciembre de 2020  | 24   | David Production                         | Secuela de Fire Force                                                                    |
| 63  | SA     | Kanojo, Okarishimasu                                                                 | 25:25               | 10 de julio de 2020   | 25 de septiembre de 2020 | 12   | TMS Entertainment                        | Basado en el manga de Reiji Miyajima                                                     |
| 64  | SA     | Get Up! Get Live!                                                                    | 25:50               | 10 de julio de 2020   | 12 de septiembre de 2020 | 10   | Spellbound                               | Trabajo original                                                                         |
| 65  | SA     | Jujutsu Kaisen                                                                       | 25:25               | 2 de octubre de 2020  | 27 de marzo de 2021      | 24   | MAPPA                                    | Basado en el manga de Gege Akutami                                                       |
| 66  | SA     | Inu to Neko Docchimo Katteru to Mainichi Tanoshii                                    | 25:50               | 2 de octubre de 2020  | 27 de marzo de 2021      | 24   | Team Till Dawn                           | Basado en el manga de Hidekichi Matsumoto                                                |
| 67  | B2     | Haikyū!! To The Top (2da temporada)                                                  | 26:25               | 2 de octubre de 2020  | 19 de diciembre de 2020  | 12   | Production I.G                           | Secuela de Haikyū!! To The Top                                                           |
| 68  | B1     | Project Scard: Praeter no Kizu                                                       | 25:55               | 8 de enero de 2021    | 3 de abril de 2021       | 13   | GoHands                                  | Trabajo original                                                                         |
| 69  | B2     | Ore dake Haireru Kakushi Dungeon: Kossori Kitaete Sekai Saikyou                      | 26:25               | 8 de enero de 2021    | 27 de marzo de 2021      | 12   | Okuruto Noboru                           | Basado en la novela ligera de Meguro Seto                                                |
| 70  | B2     | Mashiro no Oto                                                                       | 26:25               | 3 de abril de 2021    | 19 de junio de 2021      | 12   | Shin-Ei Animation                        | Basado en el manga de Marimo Ragawa                                                      |
| 71  | SA     | The World Ends with You: The Animation                                               | 25:25               | 10 de abril de 2021   | 26 de junio de 2021      | 12   | Domerica Shin-Ei Animation               | Basado en el videojuego de Square Enix y Jupiter                                         |
| 72  | SA     | Yūki Yūna wa Yūsha de Aru Churutto!                                                  | 25:50               | 10 de abril de 2021   | 26 de junio de 2021      | 12   | DMM.futureworks W-Toon Studio            | Basado en un videojuego de AltPlus y Scopes                                              |
| 73  | B1     | Blue Reflection Ray                                                                  | 25:55               | 10 de abril de 2021   | 25 de septiembre de 2021 | 24   | J.C.Staff                                | Spin-off de un videojuego de Koei Tecmo                                                  |
| 74  | SA     | Otome Game no Hametsu Flag Shika Nai Akuyaku Reijō ni Tensei Shiteshimatta... X      | 25:25               | 3 de julio de 2021    | 18 de septiembre de 2021 | 12   | Silver Link                              | Secuela de Otome Game no Hametsu Flag Shika Nai Akuyaku Reijō ni Tensei Shiteshimatta... |
| 75  | SA     | Ore, Tsushima                                                                        | 25:50               | 3 de julio de 2021    | 18 de septiembre de 2021 | 12   | Fanworks Space Neko Company              | Basado en el manga de Opūnokyōdai                                                        |
| 76  | B2     | Kanojo mo Kanojo                                                                     | 26:25               | 3 de julio de 2021    | 18 de septiembre de 2021 | 12   | Tezuka Productions                       | Basado en el manga de Hiroyuki                                                           |
| 77  | SA     | Blue Period                                                                          | 25:25               | 1 de octubre de 2021  | 17 de diciembre de 2021  | 12   | Seven Arcs                               | Basado en el manga de Tsubasa Yamaguchi                                                  |
| 78  | SA     | "Deji" Meets Girl                                                                    | 25:50               | 1 de octubre de 2021  | 17 de diciembre de 2021  | 12   | Liden Films                              | Trabajo original                                                                         |
| 79  | B1     | Yūki Yūna wa Yūsha de Aru: The Great Mankai Chapter                                  | 25:55               | 1 de octubre de 2021  | 17 de diciembre de 2021  | 12   | Studio Gokumi                            | Secuela de Yūki Yūna wa Yūsha de Aru: Hero Chapter                                       |
| 80  | B2     | Code Geass: Lelouch of the Rebellion                                                 | 26:25               | 1 de octubre de 2021  | 25 de marzo de 2022      | 25   | Sunrise                                  | Retransmisión del 15 aniversario                                                         |
| 81  | SA     | Karakai Jōzu no Takagi-san 3ra temporada                                             | 25:25               | 7 de enero de 2022    | 25 de marzo de 2022      | 12   | Shin-Ei Animation                        | Tercera temporada del anime basado en el manga de Sōichirō Yamamoto                      |
| 82  | B1     | CUE!                                                                                 | 25:55               | 7 de enero de 2022    | 24 de junio de 2022      | TBA  | Yumeta Company Graphinica                | Basado en un juego para dispositivos móviles de Liber Entertainment                      |
| 83  | B2     | Aharen-san wa Hakarenai                                                              | 26:25               | 1 de abril de 2022    | 17 de junio de 2022      | 12   | Felix Film                               | Basado en el manga de Asato Mizu                                                         |
| 84  | SA     | Mahjong Soul Pong                                                                    | 25:50               | 1 de abril de 2022    | 17 de junio de 2022      | 12   | Scooter Films                            | Basado en un juego móvil de Cat Foot Studios                                             |
| 85  | SA     | Dance Dance Danseur                                                                  | 25:25               | 8 de abril de 2022    | 17 de junio de 2022      | 11   | MAPPA                                    | Basado en el manga de George Asakura                                                     |
| 86  | SA     | Kanojo, Okarishimasu 2nd Season                                                      | 25:25               | 1 de julio de 2022    | 16 de septiembre de 2022 | 12   | TMS Entertainment                        | Secuela de Kanojo, Okarishimasu                                                          |
| 87  | B1     | Hoshi no Samidare                                                                    | 25:55               | 8 de julio de 2022    | 24 de diciembre de 2022  | 24   | NAZ                                      | Basado en el manga de Satoshi Mizukami                                                   |
| 88  | B2     | Code Geass: Lelouch of the Rebellion R2                                              | 25:55               | 8 de julio de 2022    | TBA                      | 25   | Sunrise                                  | Retransmisión del 15.º aniversario, secuela de Code Geass                                |
| 89  | SA     | Legend of Mana: The Teardrop Crystal                                                 | 25:25               | 7 de octubre de 2022  | 24 de diciembre de 2022  | 12   | Yokohama Animation Laboratory Graphinica | Basado en un videojuego de Square Enix                                                   |
| 90  | SA     | Ars no Kyojū                                                                         | 25:25               | 7 de enero de 2023    | 25 de marzo de 2023      | 12   | Asahi Production                         | Trabajo original                                                                         |
| 91  | B1     | Tsundere Akuyaku Reijō Lieselotte to Jikkyō no Endō-kun to Kaisetsu no Kobayashi-san | 25:55               | 7 de enero de 2023    | 25 de marzo de 2023      | 12   | Tezuka Productions                       | Basado en la novela ligera de Suzu Enoshima                                              |
| 92  | B2     | Mobile Suit Gundam: The Witch from Mercury                                           | 26:25               | 7 de enero de 2023    | 25 de marzo de 2023      | 12   | Sunrise                                  | Retransmisión de la primera parte                                                        |
| 93  | SA     | Megami no Cafe Terrace                                                               | 25:25               | 8 de abril de 2023    | 24 de junio de 2023      | 12   | Tezuka Productions                       | Basado en el manga de Kōji Seo                                                           |
| 94  | B2     | Mahō Shōjo Magical Destroyers                                                        | 25:55               | 8 de abril de 2023    | 24 de junio de 2023      | 12   | Bibury Animation Studios                 | Trabajo original                                                                         |
| 95  | B2     | Edomae Elf                                                                           | 26:25               | 8 de abril de 2023    | 24 de junio de 2023      | 12   | C2C                                      | Basado en el manga de Akihiko Higuchi                                                    |
| 96  | SA     | Kanojo, Okarishimasu 3rd Season                                                      | 25:23               | 8 de julio de 2023    | 30 de septiembre de 2023 | 12   | TMS Entertainment                        | Secuela de Kanojo, Okarishimasu 2nd Season                                               |
| 97  | SA     | Ikimono-san                                                                          | 25:50               | 8 de julio de 2023    | 30 de septiembre de 2023 | 12   | New Deer                                 | Basado en un cortometraje y videojuego de Atsushi Wada                                   |
| 98  | B1     | AI no Idenshi                                                                        | 25:53               | 8 de julio de 2023    | 30 de septiembre de 2023 | 12   | Madhouse                                 | Basado en un manga de Kyūri Yamada                                                       |
| 99  | B2     | Dekiru Neko wa Kyō mo Yūutsu                                                         | 26:23               | 8 de julio de 2023    | 30 de septiembre de 2023 | 13   | GoHands                                  | Basado en un manga de Hitsuji Yamada                                                     |
| 100 | SA     | Undead Unluck                                                                        | 25:23               | 7 de octubre de 2023  | 23 de marzo de 2024      | 24   | David Production                         | Basado en un manga de Yoshifumi Tozuka                                                   |
| 101 | B1     | Hametsu no Ōkoku                                                                     | 25:53               | 7 de octubre de 2023  | 23 de diciembre de 2023  | 12   | Yokohama Animation Laboratory            | Basado en un manga de yoruhashi                                                          |
| 102 | B2     | Kanojo mo Kanojo 2nd Season                                                          | 26:23               | 7 de octubre de 2023  | 23 de diciembre de 2023  | 12   | SynergySP                                | Secuela de Kanojo mo Kanojo                                                              |
| 103 | B1     | Pon no Michi                                                                         | 25:53               | 6 de enero de 2024    | 23 de marzo de 2024      | 12   | OLM                                      | Trabajo original                                                                         |
| 104 | B2     | Haikyu!! Otokoma Selection                                                           | 26:23               | 6 de enero de 2024    | 22 de junio de 2024      | 25   | Production I.G                           | Retransmisión de varios episodios de la serie.                                           |
| 105 | SAT    | Wind Breaker                                                                         | 24:26               | 5 de abril de 2024    | 28 de junio de 2024      | 13   | CloverWorks                              | Basado en el manga de Satoru Nii.                                                        |
| 106 | B1     | Highspeed Etoile                                                                     | 25:53               | 6 de abril de 2024    | 22 de junio de 2024      | 12   | Studio A-Cat                             | Anime original.                                                                          |
| 107 | SA     | Megami no Cafe Terrace 2nd Season                                                    | 24:26               | 5 de julio de 2024    | 20 de septiembre de 2024 | 12   | Tezuka Productions                       | Secuela de Megami no Cafe Terrace                                                        |
| 108 | B1     | Dungeon no Naka no Hito                                                              | 25:53               | 6 de julio de 2024    | 28 de septiembre de 2024 | 12   | OLM                                      | Basado en el manga de Sui Futami.                                                        |
| 109 | B2     | Kono Sekai wa Fukanzen Sugiru                                                        | 24:26               | 6 de julio de 2024    | 28 de septiembre de 2024 | 13   | 100studio Studio Palette                 | Basado en el manga de Masamichi Sato.                                                    |
| 110 | SA     | Dandadan                                                                             | 24:26               | 4 de octubre de 2024  | TBA                      | TBA  | Science Saru                             | Basado en el manga de Yukinobu Tatsu                                                     |
| 111 | SA     | Mahō Tsukai ni Narenakatta Onna no Ko no Hanashi                                     | 25:53               | 4 de octubre de 2024  | TBA                      | TBA  | J.C.Staff                                | Basado en una novela de Yuzuki Akasaka                                                   |
| 112 | SA     | Tōhai                                                                                | 26:23               | 4 de octubre de 2024  | TBA                      | TBA  | East Fish Studio                         | Basado en un manga de Kōji Shinasaka                                                     |
| 113 | SAT    | Akuyaku Reijō Tensei Oji-san                                                         | 24:26               | 11 de enero de 2025   | 29 de marzo de 2025      | 12   | Ajia-do Animation Works                  | Basado en un manga de Michiro Ueyama                                                     |
| 114 | B1     | Nihon e Yōkoso Elf-san.                                                              | 25:53               | 11 de enero de 2025   | 29 de marzo de 2025      | 12   | Zero-G                                   | Basado en una novela ligera de Makishima Suzuki                                          |
| 115 | SAT    | Wind Breaker 2nd Season                                                              | 24:26               | 4 de abril de 2025    | TBA                      | TBA  | CloverWorks                              | Secuela de Wind Breaker                                                                  |
| 116 | B1     | Fire Force 3rd Season, Part 1                                                        | 25:53               | 5 de abril de 2025    | TBA                      | TBA  | David Production                         | Secuela de Fire Force 2nd Season                                                         |
| 117 | SA     | Dandadan 2nd Season                                                                  | 24:26               | 4 de julio de 2025    | TBA                      | TBA  | Science Saru                             | Secuela de Dandadan                                                                      |
| 118 | B1     | Zutaboro Reijō wa Ane no Moto Konyakusha ni Dekiai Sareru                            | 25:53               | 5 de julio de 2025    | TBA                      | TBA  | LandQ Studios                            | Basado en una novela de Tobirano                                                         |
| 119 | B2     | Kanojo, Okarishimasu 4th Season                                                      | 26:23               | 5 de julio de 2025    | TBA                      | TBA  | TMS Entertainment                        | Secuela de Kanojo, Okarishimasu 3rd Season                                               |
| TBA | B1     | Sanda                                                                                | 25:53               | 3 de octubre de 2025  | TBA                      | TBA  | Science Saru                             | Basado en un manga de Paru Itagaki                                                       |
| TBA | SAT    | Towa no Yūgure                                                                       | 24:26               | Octubre de 2025       | TBA                      | TBA  | P.A. Works                               | Trabajo original                                                                         |
| TBA | SAT    | Fire Force 3rd Season, Part 2                                                        | TBA                 | 2026                  | TBA                      | TBA  | David Production                         | Secuela de Fire Force 3rd Season, Part 1                                                 |